# Tommy Novak
Thomas "Tommy" Novak, född 28 april 1997, är en amerikansk professionell ishockeyforward som är kontrakterad till Nashville Predators i National Hockey League (NHL) och spelar för Milwaukee Admirals i American Hockey League (AHL). Han har tidigare spelat för 
Chicago Wolves i AHL; Florida Everblades i ECHL; Minnesota Golden Gophers i National Collegiate Athletic Association (NCAA) samt Team USA och Waterloo Black Hawks i United States Hockey League (USHL).
Novak draftades av Nashville Predators i tredje rundan i 2015 års draft som 85:e spelare totalt.

## Statistik
| 2011–2012   | St. Thomas Academy Cadets |             | 25  | 14 | 20 | 34 | 0  | 6 | 4 | 5 | 9  | 2 |
| 2012–2013   | St. Thomas Academy Cadets |             | 25  | 25 | 22 | 47 | 6  | 6 | 3 | 7 | 10 | 0 |
| 2013–2014   | St. Thomas Academy Cadets |             | 25  | 26 | 44 | 70 | 8  | 3 | 4 | 4 | 8  | 2 |
|             | Team MAP South Hockey     |             | 19  | 11 | 22 | 33 | 8  | — | — | — | —  | — |
|             | Team USA                  | USHL        | 2   | 0  | 0  | 0  | 0  | — | — | — | —  | — |
|             | U.S. National U17 Team    |             | 2   | 0  | 0  | 0  | 0  | — | — | — | —  | — |
| 2014–2015   | Waterloo Black Hawks      | USHL        | 46  | 14 | 34 | 48 | 12 | — | — | — | —  | — |
| 2015–2016   | Minnesota Golden Gophers  | NCAA        | 37  | 6  | 21 | 27 | 4  | — | — | — | —  | — |
| 2016–2017   | Minnesota Golden Gophers  | NCAA        | 20  | 5  | 9  | 14 | 10 | — | — | — | —  | — |
| 2017–2018   | Minnesota Golden Gophers  | NCAA        | 34  | 3  | 23 | 26 | 8  | — | — | — | —  | — |
| 2018–2019   | Minnesota Golden Gophers  | NCAA        | 38  | 4  | 17 | 21 | 4  | — | — | — | —  | — |
|             | Milwaukee Admirals        | AHL         | 3   | 0  | 1  | 1  | 0  | 1 | 0 | 0 | 0  | 0 |
| 2019–2020   | Milwaukee Admirals        | AHL         | 60  | 11 | 31 | 42 | 18 | — | — | — | —  | — |
| 2020–2021   | Chicago Wolves            | AHL         | 27  | 8  | 24 | 32 | 4  | — | — | — | —  | — |
|             | Florida Everblades        | ECHL        | 3   | 1  | 2  | 3  | 0  | — | — | — | —  | — |
| 2021–2022   | Nashville Predators       | NHL         | 1   | 0  | 0  | 0  | 0  | — | — | — | —  | — |
|             | Milwaukee Admirals        | AHL         | 1   | 0  | 3  | 3  | 0  | — | — | — | —  | — |
| NHL totalt  | NHL totalt                | NHL totalt  | 1   | 0  | 0  | 0  | 0  | — | — | — | —  | — |
| AHL totalt  | AHL totalt                | AHL totalt  | 91  | 19 | 59 | 78 | 22 | 1 | 0 | 0 | 0  | 0 |
| NCAA totalt | NCAA totalt               | NCAA totalt | 129 | 18 | 70 | 88 | 26 | — | — | — | —  | — |
| USHL totalt | USHL totalt               | USHL totalt | 48  | 14 | 34 | 48 | 12 | — | — | — | —  | — |

### Internationellt
| Källa: Uppdaterad: 2021-10-20 | Källa: Uppdaterad: 2021-10-20 | Källa: Uppdaterad: 2021-10-20 |         | Utv = Utvisningsminuter | Utv = Utvisningsminuter | Utv = Utvisningsminuter | Utv = Utvisningsminuter | Utv = Utvisningsminuter |
| År                            | Lag                           | Mästerskap                    | Matcher | Mål                     | Assists                 | Poäng                   | Utv                     |                         |
| ----------------------------- | ----------------------------- | ----------------------------- | ------- | ----------------------- | ----------------------- | ----------------------- | ----------------------- | ----------------------- |
| 2014                          | USA                           | Ivan Hlinka                   | 5       | 5                       | 6                       | 11                      | 2                       |                         |
| Junior totalt                 | Junior totalt                 | Junior totalt                 | 5       | 5                       | 6                       | 11                      | 2                       |                         |